# 大克爾季什區
48°12′27″N 19°20′52″E / 48.20750°N 19.34778°E

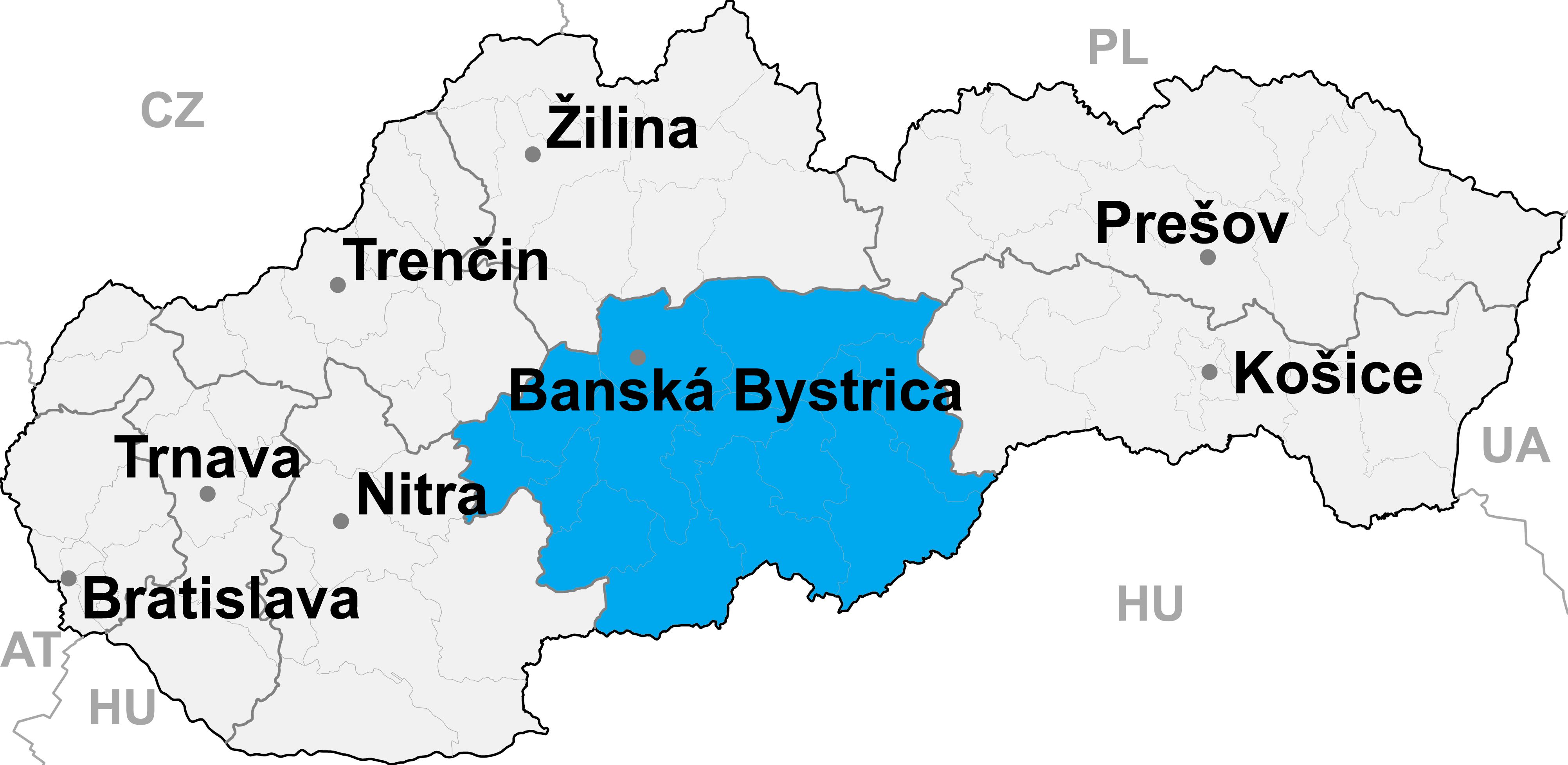

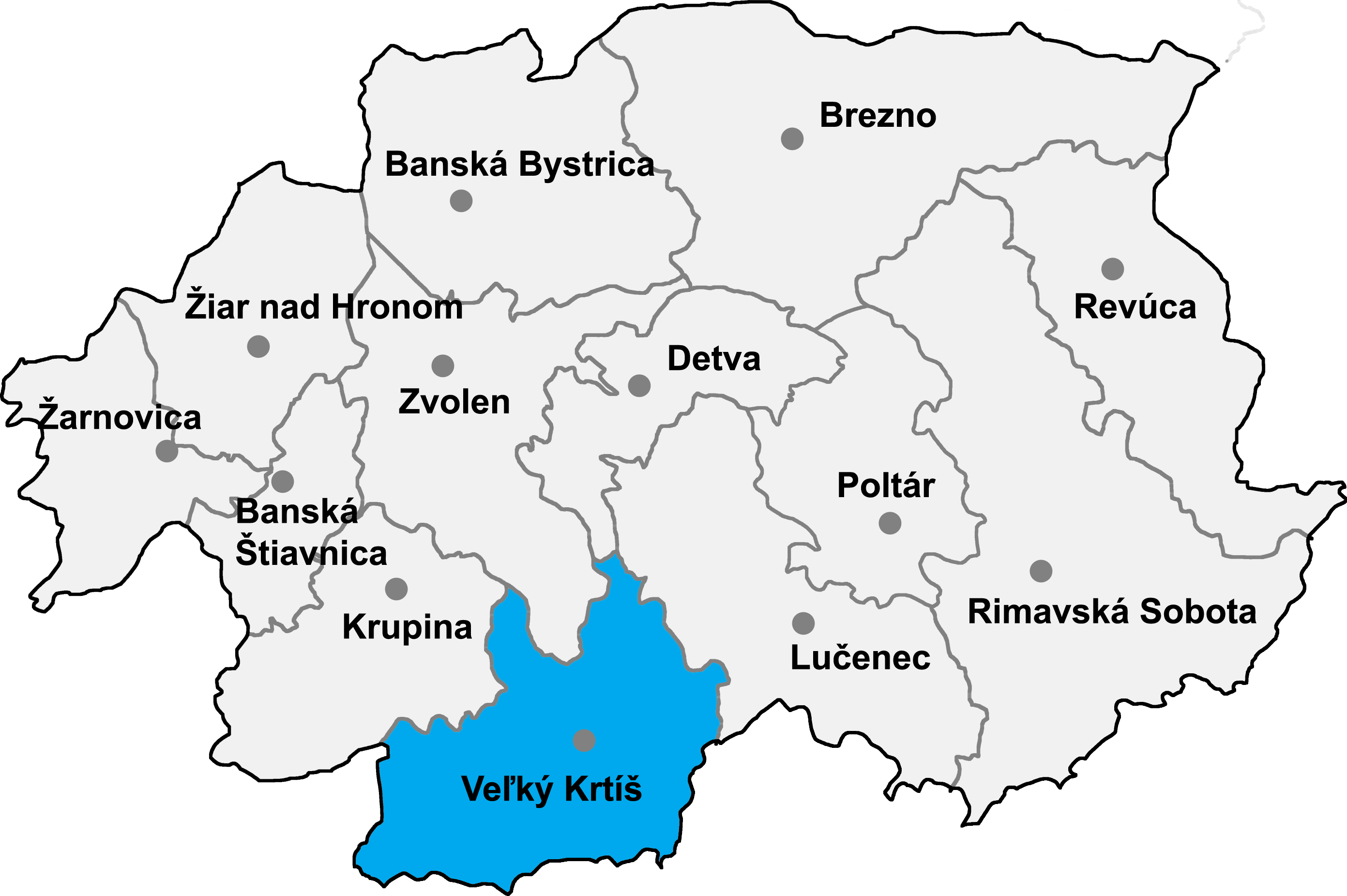

大克爾季什區，是斯洛伐克的一個區，位於該國中部，由班斯卡-比斯特里察州負責管轄，面積849平方公里，2001年該區人口46,597，人口密度每平方公里55人。